# Anna Barbara Kurek
Anna Barbara Kurek (* 4. Mai 1962 in Leipzig) ist eine deutsche Schauspielerin, Hörspiel- und Synchronsprecherin und Universitätsprofessorin.

## Leben und Wirken
Anna Barbara Kurek studierte Schauspiel an der Hochschule für Schauspielkunst „Ernst Busch“ in Berlin. Außerdem absolvierte sie für die Sprecherausbildung ein Zweitstudium „Sprechwissenschaft“ an der Martin-Luther-Universität Halle.
Nach dem Abschluss des Schauspielstudiums folgten Engagements an verschiedenen deutschen Bühnen, unter anderem am Landestheater Altenburg, am Schauspielhaus Leipzig, am Theater Magdeburg, an den Landesbühnen Sachsen, am Deutschen Theater München und den Münchner Kammerspielen. Zudem trat sie bei den Ruhrfestspielen Recklinghausen auf. Sie wirkte in mehreren Filmen mit und war außerdem als Sprecherin für Synchron, Hörspiel, Feature und Hörbuch sowie Nachrichten tätig. Sie arbeitete auch für die Sender WDR, BR, rbb, Deutschlandfunk, Deutschlandradio und Kabel eins.
Kurek unterrichtete als Dozentin an der Folkwang Universität der Künste und an der Otto-Falckenberg-Schule München. 1994 erhielt sie einen Ruf als Professorin an die Universität der Künste Berlin, den sie aber ablehnte. Seit 2005 ist sie Professorin für Sprecherziehung an der Filmuniversität Babelsberg Konrad Wolf. Dort war sie von 2018 bis 2022 Dekanin der Fakultät 1. Ebenfalls bildet sie Sprecher und Moderatoren für Radiosender aus.
Seit 2006 wirkt sie als Jurorin in der Jury des Grimme-Preises für die Kategorie „Fiktion“.

## Filmografie (Auswahl)
- 1983: Zille und ick (Kinofilm)
- 1990: Die Wirtin, das Biest und andere Liebesspiele
- 1994: Verkehrsgericht (Fernsehserie, 1 Episode)
- 1995: Tatort Schattenwelt (Fernsehfilm)
- 2001: Alle meine Töchter (Fernsehserie, 3 Episoden)
- 2003: Hausmeister Krause (Fernsehserie, 3 Episoden)
- 2003: Aktenzeichen XY … ungelöst (Fernsehserie, 1 Episode)
- 2008: Tatort Die Anwältin (Fernsehfilm)
- 2016: Sag mir nichts (Fernsehfilm)
- 2022: Die Mittagsfrau (Kinofilm)

## Theaterrollen (Auswahl)
- 1985: Marika in Ehe der Hahn kräht von Ivan Bukovčan – Regie: Christian Bleyhoeffer (Landestheater Altenburg)
- 1985: Helena in Ein Sommernachtstraum von William Shakespeare – Regie: Thilo Hentze (Landestheater Altenburg)
- 1985: Tina in Flugversuch von Uwe Saeger – Regie: Karl-Georg Kayser (Schauspiel Leipzig)
- 1986: Viola in von Was ihr wollt William Shakespeare – Regie: Achim Gebauer (Landestheater Altenburg)
- 1986: Margherita in Bezahlt wird nicht von Dario Fo – Regie: Konstanze Lauterbach (Landestheater Altenburg)
- 1986: Eva in Adam und Eva von Peter Hacks – Regie: Gerhard Printschitsch (Landesbühnen Sachsen)
- 1986: Natascha in Drei Schwestern von Anton Tschechow – Regie: Christian Bleyhoeffer (Landestheater Altenburg)
- 1986: Venus in Die schöne Helena von Jaques Offenbach (Neubearbeitung von Peter Hacks) – Regie: Wolf Szabo (Landestheater Altenburg)
- 1989: Mehrere Rollen in Warten auf Niveau – Regie: Hans-Günther Pölitz, Michael Klein (Kabarett Kugelblitze, Magdeburg)
- 1990: Kate in Kiss me, Kate von Cole Porter – Regie: Ingo Waszerka (Deutsches Theater München)
- 1990: Frau Motes in Der Biberpelz von Gerhart Hauptmann – Regie: Peter Kühn (Ruhrfestspiele Recklinghausen)
- 1991: Ruth in Weismann und Rotgesicht von George Tabori – Regie: Rüdiger List (Ruhrfestspiele Recklinghausen)
- 1992: Heather Jones in Ich steig' aus und mach 'ne eigne Show - Regie: Rüdiger List (Ruhrfestspiele Recklinghausen)
- 1993: Foguinho in Mit der Faust ins offene Messer von Augusto Boal – Regie: Wolfgang Lichtenstein (Ruhrfestspiele Recklinghausen)
- 1993: Karfunkel in Ausflug mit Clowns von F. K. Waechter – Regie: Rüdiger List (Ruhrfestspiele Recklinghausen)
- 2005: Theiresias in Antigone von Sophokles – Regie: Lilli Höppner (Münchner Kammerspiele)
- 2008: Mehrere Rollen in Zum Weinen schön von Anton Tschechow, Christoph Hilger u. a. m. – Regie: Bettina Dorn (Theater Magdeburg)

## Hörspiele (Auswahl)
- 1986: Kurzschlußhandlung von Sybill Mehnert. Regie: Annegret Berger (Kriminalhörspiel. Rundfunk der DDR)
- 1992: Keltengold von Gerhard Herm. Regie: Joachim Sonderhoff (Kriminalhörspiel, WDR)
- 1993: Die Biene Maja von Waldemar Bonsels. Regie: Thomas Werner (Kinderhörspiel, 7 Folgen, WDR)
- 1993: Der Papagei und der Psychotherapeut von Lodovica San Guedoro. Regie: Anita Ferraris (WDR)
- 1993: Der Traum vom Weinen und Lachen von Xinhua Qu. Regie: Annette Kurth (WDR)
- 1994: Weiße Amseln müssen sterben von Gerhard Herm. Regie: Frank-Erich Hübner (Kriminalhörspiel, WDR)
- 1994: Nur ein toter Indianer von Gerhard Herm. Regie: Frank-Erich Hübner (Kriminalhörspiel, WDR)
- 1994: Das Engelslachen von Daniela Fischerová. Regie: Dieter Carls (WDR)
- 1994: Straßen des Geldes von Michael Molsner. Regie: Dieter Carls (Kriminalhörspiel, WDR)
- 1996: Sie erzählen von Mati Unt. Regie: Dieter Carls (WDR)
- 1997: Jeder kommt ins Schicklgruber von Marcy Kahan. Regie: Thomas Werner (WDR)
- 2000: Die Totdenkerin von Fran Dorf. Regie: Thomas Werner (Kriminalhörspiel, WDR)
- 2004: Die Bibliothek des Attentäters von Franz-Maria Sonner. Regie: Martina Boette-Sonner (Kriminalhörspiel, BR)
- 2005: Föhrenwald von Michaela Melián. Regie: Michaela Melián (BR, Kunstraum München)
- 2005: Junk Space von Kathrin Röggla. Regie: Ulrich Lampen (BR)
- 2006: Die flüsternde Wand von Patricia Carlon. Regie: Thomas Werner (Kriminalhörspiel, WDR)
- 2008: Amok Koma von Alfred Behrens. Regie: Alfred Behrens (rbb)
- 2008: Eine Jugend in Deutschland von Ernst Toller (1. Teil). Regie: Katja Langenbach (BR)
- 2008: Ich ist ein anderer von Paulina Bochenska, Florian Hawemann, Karolin Killig u. a. Regie: Alfred Behrens (rbb)
- 2007: Die Mountainbiker von Volker Schmidt. Regie: Ulrich Gerhardt
- 2021: Tödliches Terrain von Naomi Achternbusch, Alfred Behrens, Saskia Benter Ortega, Caroline Grau u. a. (Dokumentarhörspiel – rbb)

Quelle:

## Synchronisationen (Auswahl)
- 1984: Leila Dschumalijewa als Aislu in Der neunte Sohn des Hirten
- 2009: Kimberly Russell als Katherine in Precious – Das Leben ist kostbar
- 2012: Susan Almgren als Journalistin in Laurence Anyways
- 2012: Victoria Abril als Helena in The Woman Who Brushed Off Her Tears
- 2019: Ann Eleonora Jorgenson als Elisabeth in  Die Wege des Herrn (Serie)